# Stigbergstorget

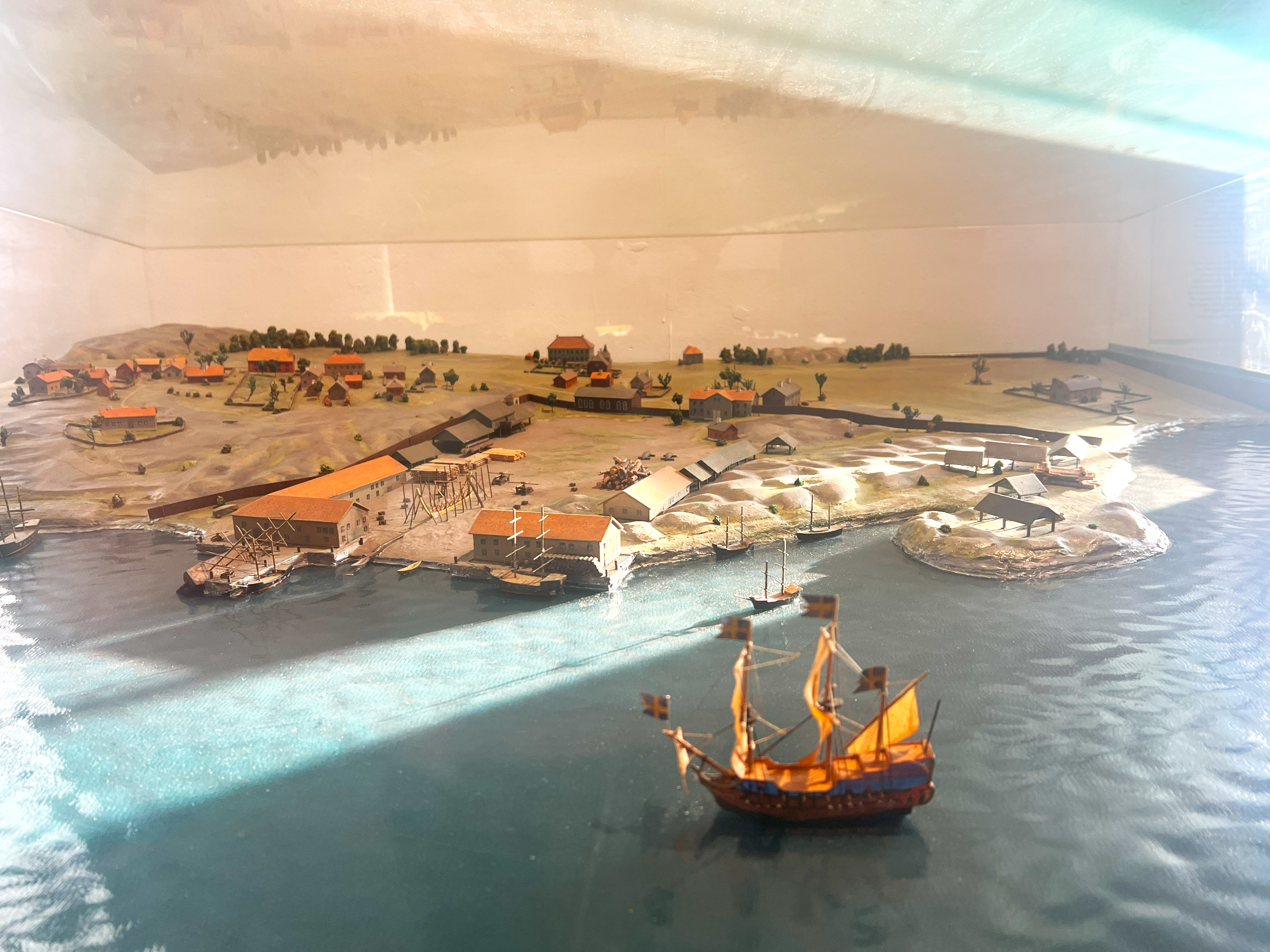
Modell av Gamla varvet i början av 1700-talet på Sjöfartsmuseet Akvariet i Göteborg, skala 1:275. Den stora byggnaden längst bak i mitten föreställer Gathenhielmska huset, namngivet efter Lars Gathenhielm och uppfört efter hans död.

Stigbergstorget är ett torg i stadsdelen Majorna (4:e roten) i Göteborg. En mindre del av torgets östra del i 4:e kvarteret Tröstekällan, tillhör stadsdelen Stigberget. Från torget utgår Bangatan i öster, Allmänna vägen och Karl Johansgatan i väster och Bläsgatan i norr. Längs torgets norra del går ett antal spårvägslinjer, och här finns även hållplatsen Stigbergstorget.

## Historia
Torget fick sitt namn kring år 1850 efter sin plats vid krönet av Stigbergsliden. Namnet Stigberget påträffas första gången 1593, under formen Stegiebergz watz (vass). I Göteborgs adress- och industrikalendrar förekommer namnet Stigbergstorget första gången 1872. Det äldsta namnet för både torgplatån och den öster därom liggande bergsryggen är Stigaberget eller Stegaberget.
Ett tidigt använt men aldrig officiellt fastställt namn på torget är Gamla Varvstorget.
Stigbergstorget är närmare 5 000 kvadratmeter stort. År 1915 anges torget vara 4 110 kvadratmeter stort, varav 3 500 kvadratmeter utgjorde körbanor, stensatta eller asfalterade. Torget avgränsas genom: kvarteret 4 Bagaren (nr 1&2) i norr, kvarteret 4 Tröstekällan (nr 5&6) i öster, Gathenhielmska huset (nr 7) i kvarteret 1 Gatenhielm i söder, tidigare Oceanografiska institutionen vid Göteborgs universitet (nr 8) i kvarteret 1 Gatenhielm i söder och tidigare biografen Kaparen (nr 10) i kvarteret 7 Solon i väster (numera en pizzeria). De båda, mindre snabbmatsbyggnaderna på torgets västra del har nr 11&12.
Biografen Kaparen låg tidigare i det närliggande så kallade "Skandalhuset", ett femvånings stenhus som fick sitt namn på grund av dess höga höjd i förhållande till grannen Gathenhielmska huset. Skandalhuset revs 1938, och här uppfördes istället Oceanografiska institutionens byggnad. Huset i funkisstil invigdes den 24 januari 1939 och ritades av Anders Funkquist. Huset från 1939 är idag ett kulturhus med namnet Oceanen. På platsen för Kaparens senaste placering låg fram till september 1938 Majornas växelundervisningsskola, också kallad Carlgrenska skolan, som invigdes den 4 maj 1827 och då ersatte den 1897 grundade "Majornas fattigfriskola". En annan biograf vid torget var Fyren, som åren 1943 till 1985 låg i ett av bostadshusen vid den norra delen (Stigbergstorget 1). Sedan 1986 finns skivbutiken Bengans i dessa lokaler.
Utanför det Gathenhielmska huset finns ett cirka 600 kvadratmeter stort torg, med ett parkliknande parti i sin östra del mot Bangatan. På denna torgytas norra del, står sedan 2003 skulpturgruppen Ett segelfartyg sover i hamnen av Bianca Maria Barmen. Öster om Gathenhielmska huset, mot Bangatan, ligger två mindre 1700-talshus med brant valmat tak som tillhört repslageriet. Det mindre av dem är numera inrättad till blomsterförsäljningslokal.
Kulturreservatet Gathenhielm börjar med tomten för det Gathenhielmska huset och sträcker sig därefter vidare åt sydost.
Torget utvidgades år 1892 för 2 410 kronor. År 1915 anges torget vara 4 110 kvadratmeter stort, varav 3 504 kvadratmeter utgjorde körbanor.
År 1901 möttes Majornas tredje, fjärde och femte rote i en punkt ungefär vid dagens Stigbergstorget 6.
I slutet av 1800-talet låg ett tvåvånings trähus öster om Majornas växelundervisningsskola eller Carlgrenska skolan efter Carl Fredrik Carlgren (1818-1849) som förestod skolan 1834-49. Huset kallades i många år för Lilla Helvetet, en etymologisk förvanskning av ställets ursprungliga namn i jordeboken Hellewe. Den sista ägaren av huset var åkeriägaren och värdshusidkaren på den ökända krogen Styvern vid Stigbergslidens början, A. Jonsson. Huset löstes in 1886 då torget skulle utvidgas. Mitt emot Lilla Helvetet - vid Bangatans början - låg ett mindre, envånings trähus som i folkmun kallades Himmelriket. Det ägdes en tid av den kände köpmannen E. Dahlström. Även detta hus revs under de första åren på 1880-talet, samtidigt med muren till Gathenhielmska huset.

## Fastighetsbeteckningar
- (1) Majorna 404:13
- (2) Majorna 404:13
- (5) Stigberget 4:6
- (6) Stigberget 4:6
- (7) Majorna 722:105
- (8) Majorna 301:31
- (10) Majorna 407:1
- (11) Majorna 723:32
- (12) Majorna 723:32

## Omgivningar

### Gamla Varvet
Mellan Stigbergstorgets norra del och Göta älv låg Gamla Varvets område, från omkring 1630 och fram till 1912 då staden köpte det närmare 7 000 kvadratfamnar stora området för 1,5 miljoner kronor. Här anlades Gamla varvsparken och uppfördes Sjöfartsmuseet, numera Sjöfartsmuseet Akvariet.

### Gathenhielmska reparebanan
År 1722 anlades den Gathenhielmska reparebanan, efter att Ingela Gathenhielm den 10 april samma år fått ett privilegiebrev utfärdat av kung Fredrik I. Detta var en kompensation för att hon tvingades lämna ifrån sig Gamla Varvet. Område omfattade cirka 46 000 kvadratmeter, och repslageriet sträckte sig från trädgården bakom nuvarande Gathenhielmska huset och fram till Djurgårdskyrkogården. Här tillverkades rep och trossar fram till 1879, då anläggandet av Bangatan krävde dess avveckling.